# Дрикур
Дрикур (фр. Dricourt) насеље је и општина у североисточној Француској у региону Шампањ-Арден, у департману Ардени која припада префектури Вузје.
По подацима из 2011. године у општини је живело 84 становника, а густина насељености је износила 11,8 становника/km². Општина се простире на површини од 7,12 km². Налази се на средњој надморској висини од 115 метара.

## Демографија
| 1962. | 1968. | 1975. | 1982. | 1990. | 1999. | 2011. |
| ----- | ----- | ----- | ----- | ----- | ----- | ----- |
| 94    | 119   | 73    | 79    | 120   | 87    | 84    |

График промене броја становника у току последњих година